# Serie A (Italia) 1990-91
La Serie A 1990–91 fue la 89.ª edición del campeonato de fútbol de más alto nivel en Italia y la 59ª bajo el formato de grupo único. Sampdoria ganó su primer scudetto.

## Equipos participantes
| Equipo         | Ciudad    | Estadio               |
| -------------- | --------- | --------------------- |
| Atalanta       | Bérgamo   | Comunale de Bérgamo   |
| Bari           | Bari      | San Nicola            |
| Bologna        | Bolonia   | Renato Dall'Ara       |
| Cagliari       | Cagliari  | Sant'Elia             |
| Cesena         | Cesena    | Dino Manuzzi          |
| Fiorentina     | Florencia | Comunale de Florencia |
| Genoa          | Génova    | Luigi Ferraris        |
| Internazionale | Milán     | Giuseppe Meazza       |
| Juventus       | Turín     | Delle Alpi            |
| Lazio          | Roma      | Olímpico de Roma      |
| Lecce          | Lecce     | Via del Mare          |
| Milan          | Milán     | San Siro              |
| Napoli         | Nápoles   | San Paolo             |
| Parma          | Parma     | Ennio Tardini         |
| Pisa           | Pisa      | Arena Garibaldi       |
| Roma           | Roma      | Olímpico de Roma      |
| Sampdoria      | Génova    | Luigi Ferraris        |
| Torino         | Turín     | Delle Alpi            |

## Clasificación
| Pos. | Equipo         | Pts. | PJ | G  | E  | P  | GF | GC | Dif. | Clasificación                                |
| ---- | -------------- | ---- | -- | -- | -- | -- | -- | -- | ---- | -------------------------------------------- |
| 1    | Sampdoria (C)  | 51   | 34 | 20 | 11 | 3  | 57 | 24 | +33  | Clasificado a la Copa de Campeones de Europa |
| 2    | Milan          | 46   | 34 | 18 | 10 | 6  | 46 | 19 | +27  |                                              |
| 3    | Internazionale | 46   | 34 | 18 | 10 | 6  | 56 | 31 | +25  | Clasificado a la Copa de la UEFA             |
| 4    | Genoa          | 40   | 34 | 14 | 12 | 8  | 51 | 36 | +15  | Clasificado a la Copa de la UEFA             |
| 5    | Torino         | 38   | 34 | 12 | 14 | 8  | 40 | 29 | +11  | Clasificado a la Copa de la UEFA             |
| 6    | Parma          | 38   | 34 | 13 | 12 | 9  | 35 | 31 | +4   | Clasificado a la Copa de la UEFA             |
| 7    | Juventus       | 37   | 34 | 13 | 11 | 10 | 45 | 32 | +13  |                                              |
| 8    | Napoli         | 37   | 34 | 11 | 15 | 8  | 37 | 37 | 0    |                                              |
| 9    | Roma           | 36   | 34 | 11 | 14 | 9  | 43 | 37 | +6   | Clasificado a la Recopa de Europa            |
| 10   | Atalanta       | 35   | 34 | 11 | 13 | 10 | 38 | 37 | +1   |                                              |
| 11   | Lazio          | 35   | 34 | 8  | 19 | 7  | 33 | 36 | −3   |                                              |
| 12   | Fiorentina     | 31   | 34 | 8  | 15 | 11 | 40 | 34 | +6   |                                              |
| 13   | Bari           | 29   | 34 | 9  | 11 | 14 | 41 | 47 | −6   |                                              |
| 14   | Cagliari       | 29   | 34 | 6  | 17 | 11 | 29 | 44 | −15  |                                              |
| 15   | Lecce (D)      | 25   | 34 | 6  | 13 | 15 | 20 | 47 | −27  | Descenso a Serie B                           |
| 16   | Pisa (D)       | 22   | 34 | 8  | 6  | 20 | 34 | 60 | −26  | Descenso a Serie B                           |
| 17   | Cesena (D)     | 19   | 34 | 5  | 9  | 20 | 28 | 58 | −30  | Descenso a Serie B                           |
| 18   | Bologna (D)    | 18   | 34 | 4  | 10 | 20 | 29 | 63 | −34  | Descenso a Serie B                           |

 Fuente: BDFutbol
Notas:
1. ↑  El Milan fue excluido de la Copa de la UEFA por tener una sanción de un año sin participar en competiciones europeas al negarse a reanudar el partido contra el Olympique de Marsella correspondiente a los cuartos de final de la Copa de Campeones de Europa 1990-91.
2. ↑  El Parma se clasificó a la Copa de la UEFA en sustitución del Milan.

|           |
| Campeón   |
| Sampdoria |
| 1º título |

## Resultados
| Local \ Visitante | ATA | BAR | BOL | CAG | CES | FIO | GEN | INT | JUV | LAZ | LEC | MIL | NAP | PAR | PIS | ROM | SAM | TOR |
| ----------------- | --- | --- | --- | --- | --- | --- | --- | --- | --- | --- | --- | --- | --- | --- | --- | --- | --- | --- |
| Atalanta          | —   | 2–0 | 4–0 | 2–1 | 3–0 | 2–1 | 0–0 | 1–1 | 0–0 | 4–1 | 2–1 | 0–2 | 0–0 | 0–0 | 1–0 | 2–2 | 1–1 | 0–1 |
| Bari              | 4–1 | —   | 4–0 | 4–1 | 1–0 | 0–0 | 4–0 | 1–1 | 2–0 | 0–0 | 1–1 | 2–1 | 0–0 | 2–2 | 2–0 | 0–1 | 1–1 | 2–1 |
| Bologna           | 1–1 | 3–0 | —   | 1–2 | 0–1 | 1–1 | 0–3 | 0–0 | 0–1 | 1–2 | 1–1 | 1–1 | 1–0 | 1–3 | 0–1 | 2–3 | 0–3 | 1–0 |
| Cagliari          | 1–1 | 1–1 | 0–0 | —   | 0–0 | 1–1 | 1–0 | 0–3 | 0–0 | 0–1 | 2–0 | 1–1 | 1–1 | 2–1 | 2–1 | 0–0 | 0–0 | 1–2 |
| Cesena            | 0–1 | 4–2 | 3–2 | 3–0 | —   | 0–4 | 1–1 | 1–5 | 1–1 | 1–1 | 3–1 | 0–1 | 0–0 | 0–1 | 1–1 | 1–1 | 0–1 | 2–2 |
| Fiorentina        | 3–1 | 1–1 | 1–0 | 4–1 | 2–0 | —   | 2–2 | 0–0 | 1–0 | 1–1 | 0–0 | 0–0 | 0–0 | 2–3 | 4–0 | 1–1 | 0–0 | 0–0 |
| Genoa             | 2–0 | 3–1 | 0–0 | 2–2 | 4–1 | 3–2 | —   | 3–0 | 2–0 | 3–1 | 0–0 | 1–1 | 1–1 | 2–1 | 4–2 | 3–0 | 0–0 | 0–0 |
| Internazionale    | 3–1 | 5–1 | 1–0 | 1–1 | 2–0 | 1–1 | 2–1 | —   | 2–0 | 2–0 | 5–0 | 0–1 | 2–1 | 2–1 | 6–3 | 2–1 | 0–2 | 1–0 |
| Juventus          | 1–1 | 3–1 | 1–1 | 2–2 | 3–0 | 2–1 | 0–1 | 4–2 | —   | 0–0 | 0–0 | 0–3 | 1–0 | 5–0 | 4–2 | 5–0 | 0–0 | 1–2 |
| Lazio             | 2–2 | 1–1 | 3–1 | 1–1 | 1–1 | 2–1 | 1–1 | 0–0 | 1–0 | —   | 2–0 | 1–1 | 0–2 | 0–0 | 0–0 | 1–1 | 3–3 | 2–1 |
| Lecce             | 0–0 | 1–1 | 1–3 | 2–0 | 2–0 | 2–0 | 0–3 | 0–2 | 0–1 | 1–0 | —   | 0–3 | 0–0 | 1–0 | 1–1 | 1–1 | 1–0 | 1–1 |
| Milan             | 0–1 | 2–0 | 6–0 | 2–0 | 2–0 | 2–1 | 1–0 | 0–1 | 2–0 | 3–1 | 1–0 | —   | 4–1 | 0–0 | 1–0 | 1–1 | 0–1 | 1–0 |
| Napoli            | 2–0 | 1–0 | 3–2 | 1–2 | 1–0 | 1–0 | 1–0 | 1–1 | 1–1 | 2–1 | 2–2 | 1–1 | —   | 4–2 | 2–1 | 1–1 | 1–4 | 2–1 |
| Parma             | 1–0 | 1–0 | 1–1 | 2–0 | 2–0 | 1–0 | 2–1 | 0–0 | 1–2 | 0–0 | 0–0 | 2–0 | 1–0 | —   | 2–3 | 2–1 | 0–0 | 0–0 |
| Pisa              | 0–2 | 1–0 | 2–2 | 1–0 | 3–2 | 0–4 | 0–0 | 0–1 | 1–5 | 0–1 | 4–0 | 0–1 | 1–1 | 0–2 | —   | 0–1 | 0–3 | 2–0 |
| Roma              | 2–1 | 1–0 | 4–1 | 0–0 | 4–1 | 4–0 | 3–1 | 1–1 | 0–1 | 1–1 | 3–0 | 0–0 | 1–1 | 1–1 | 0–2 | —   | 0–1 | 2–0 |
| Sampdoria         | 4–1 | 3–2 | 2–1 | 2–2 | 1–0 | 1–0 | 1–2 | 3–1 | 1–0 | 1–1 | 3–0 | 2–0 | 4–1 | 1–0 | 4–2 | 2–1 | —   | 1–2 |
| Torino            | 0–0 | 4–0 | 4–1 | 1–1 | 2–1 | 1–1 | 5–2 | 2–0 | 1–1 | 0–0 | 2–0 | 1–1 | 1–1 | 0–0 | 1–0 | 1–0 | 1–1 | —   |